# Арський район
Арський район (рос. Арский район, тат. Arça rayonı, Арча районы) — муніципальний район у складі Республіки Татарстан Російської Федерації.
Адміністративний центр — місто Арськ.

## Адміністративний устрій
До складу району входять одне міське та 28 сільських поселень:
1. Місто Арськ
2. Апазовське сільське поселення
3. Венетинське сільське поселення
4. Казанбаське сільське поселення
5. Качелинське сільське поселення
6. Кошлауцьке сільське поселення
7. Купербаське сільське поселення
8. Нижньоатинське сільське поселення
9. Новокінерське сільське поселення
10. Новокішитське сільське поселення
11. Новокирлайське сільське поселення
12. Нусинське сільське поселення
13. Сизинське сільське поселення
14. Сикертанське сільське поселення
15. Смак-Корсинське сільське поселення
16. Середньоатинське сільське поселення
17. Середньокорсинське сільське поселення
18. Середньопшалимське сільське поселення
19. Староашитське сільське поселення
20. Старокирлайське сільське поселення
21. Старочурилинське сільське поселення
22. Сюрдинське сільське поселення
23. Ташкичинське сільське поселення
24. Урняцьке сільське поселення
25. Утар-Атинське сільське поселення
26. Училинське сільське поселення
27. Шурабаське сільське поселення
28. Шушмабаське сільське поселення
29. Янга-Сальське сільське поселення